# Pictures at an Exhibition
| 전문가 평가              | 전문가 평가   |
| 평가 점수                | 평가 점수     |
| 출처                     | 점수          |
| ------------------------ | ------------- |
| AllMusic                 | [ 1 ]         |
| Christgau's Record Guide | D+            |
| Rolling Stone            | (unfavorable) |
| The Daily Vault          | B+            |
| Sound & Vision           | [ 5 ]         |
| Sea of Tranquility       | [ 6 ]         |

《Pictures at an Exhibition》은 1971년 11월, 아일랜드 레코드에서 발매된 영국의 프로그레시브 록 밴드 에머슨, 레이크 & 파머의 라이브 음반이다. 1971년 3월 26일, 뉴캐슬 시청에서 라이브로 공연된 모데스트 무소륵스키의 《전람회의 그림》 편곡 녹음이다. 키스 에머슨은 몇 년 전에 이 작품의 오케스트라 공연을 보고 나서 이 작품을 편곡하기를 원했다. 그는 악보의 복사본을 사서 그렉 레이크와 칼 파머에게 아이디어를 던졌고, 그는 그 악보를 적응시키기로 동의했다.
《Pictures at an Exhibition》은 영국 음반 차트에서 3위, 미국 빌보드 200에서 10위에 올랐다. 2001년에는 이 작품의 스튜디오 버전이 포함된 리마스터드 에디션으로 재발매되었다. 그리고 이 음반은 《죽기 전에 꼭 들어야 할 앨범 1001》에 수록되었다.

## 녹음
오리지널 라이브 음반은 노스이스트잉글랜드 뉴캐슬 시청에서 녹음되었다. 이 음반의 오프닝 트랙은 1928년 시청에 설치된 해리슨 & 해리슨 파이프 오르간에서 연주되었다. 오르간 콘솔은 합창 공연에 사용되는 계단식 테라스 맨 위에 있는 스테이지 레벨보다 약간 위쪽에 있다. 오프닝 트랙과 다음 트랙을 연결하는 드럼 롤링이 에머슨의 돌진 장면을 무대 뒤로 덮는 역할을 했다.
경영상의 갈등으로 인해 녹음은 두 번째 스튜디오 음반인 《Tarkus》 이후까지 공개되지 않았다. 음반사는 클래식 스위트룸을 음반으로 발매하는 것을 꺼렸고, 대신 클래식 음악 레이블에 발매해야 한다고 주장했다. 이것이 판매 부진으로 이어질 것을 우려한 ELP는 대신 작업을 보류하기로 결정했다. 하지만, 두 번째 음반이 성공한 후, 레이블은 예산 라이브 음반으로 《Pictures at an Exhibition》을 발매하기로 동의했다.
다른 라이브 공연으로 만들어진 비디오도 있었다(1970년 12월 9일 라이시엄 극장). 1972년 6월 극장판 한정판, 2000년 돌비 서라운드 사운드와 함께 리마스터드 DVD 발매판이다. 라이브 음반인 키스 에머슨의 전압 제어 모그 오실레이터는 습도와 온도 때문에 때때로 음이 어긋나기도 했다.

## 커버 아트
모든 캔버스를 디자인하고 그린 윌리엄 닐에게 의뢰한 이 커버는 게이트폴드 슬리브를 사용하여, 작품들의 제목을 붙인 바깥쪽 빈 그림 틀에 묘사했다. 〈The Old Castle〉, 〈The Gnome〉 등등. 그림들은 〈Hut〉의 Tarkus 배경이나 〈Promenade〉(원화에서만 볼 수 있음)의 타이타늄 흰색 유화 속에 양각된 흰 비둘기처럼 ELP 상징성이 가득한 거대한 유화였다.
내부 대문짝에는 모든 그림이 공개되었지만, 한 점은 〈Promenade〉라는 공백으로 남아 있다. 이 음악 작품은 그림에 관한 것이 아니라, 화랑을 거닐고 있는 모습을 보여준다. 일부 CD 커버는 "공개된" 버전만 사용한다.
모든 그림들은 후에 해머스미스 타운 홀에 걸렸고, 두 작품 모두 길드포드 예술학교를 졸업한 키스 모리스와 나이젤 말로우가 사진을 찍었다.

## 곡 목록
| #  | 제목                | 작곡                                    | 재생 시간 |
| -- | ------------------- | --------------------------------------- | --------- |
| 1. | 〈Promenade〉       | 모데스트 무소륵스키, 키스 에머슨 (편곡) | 1:58      |
| 2. | 〈The Gnome〉       | 무소륵스키, 칼 파머                     | 4:18      |
| 3. | 〈Promenade〉       | 무소륵스키, 그렉 레이크 (편곡)          | 1:23      |
| 4. | 〈The Sage〉        | 레이크                                  | 4:16      |
| 5. | 〈The Old Castle〉  | 무소륵스키, 에머슨                      | 2:33      |
| 6. | 〈Blues Variation〉 | 에머슨, 레이크, 파머                    | 4:22      |

| #   | 제목                        | 작사·작곡                                                  | 재생 시간 |
| --- | --------------------------- | ---------------------------------------------------------- | --------- |
| 7.  | 〈Promenade〉               | 무소륵스키, 에머슨 (편곡)                                  | 1:29      |
| 8.  | 〈The Hut of Baba Yaga〉    | 무소륵스키, 에머슨 (편곡)                                  | 1:12      |
| 9.  | 〈The Curse of Baba Yaga〉  | 에머슨, 레이크, 파머                                       | 4:10      |
| 10. | 〈The Hut of Baba Yaga〉    | 무소륵스키, 에머슨 (편곡)                                  | 1:06      |
| 11. | 〈The Great Gates of Kiev〉 | 무소륵스키, 레이크                                         | 6:37      |
| 12. | 〈Nut Rocker〉              | 표트르 차이콥스키, 킴 파울리, (편곡: 에머슨, 레이크, 파머) | 4:26      |

| #   | 제목 | 작사·작곡                        | 재생 시간 |
| --- | --- | -------------------------------- | --------- |
| 13. | 〈Pictures at an Exhibition (스튜디오 버전) - Promenade – 1:44 - The Gnome – 2:07 - Promenade – 1:46 - The Sage – 3:08 - The Hut of Baba Yaga – 1:17 - The Great Gates of Kiev – 5:26〉 | 무소륵스키, 에머슨, 레이크, 파머 | 15:28     |

## 인증
| 국가                       | 인증 | 판매량/출하량 |
| -------------------------- | ---- | ------------- |
| 영국 (BPI)                 | 실버 | 60,000^       |
| 미국 (RIAA)                | 골드 | 500,000^      |
| ^출하량을 기반으로 한 인증 |      |               |